# Idioma zemiaki
Zemiaki (Zamyaki) es una lengua nuristaní hablada por entre 400 y 500 personas en la provincia de Kunar en Afganistán
Lleva el nombre del asentamiento en el que se habla, del pastún Zemyaki žə́ba "lengua de Zemyaki", siendo el equivalente nativo J̌amlām-am bašā. Está estrechamente relacionado con Waigali, y los antepasados de los Zemyakis fueron, según la tradición local, Waigalis que emigraron a la zona hace varios siglos. El idioma que se habla en las áreas circundantes es el pastún, y ha sido fuente de una gran cantidad de Préstamos lingüísticos, incluidas varias conjunciones comunes.
No existe género gramatical, pero el número y la persona están marcados en el verbo, siguiendo un patrón de concordancia Ergativo escindido.

## Vocabulario

### Pronombres
| Persona | Persona | Nominativo | Accusativo | Genitivo  |
| ------- | ------- | ---------- | ---------- | --------- |
| 1ra     | sg.     | ake        | ũ          | ūba, umba |
| 1ra     | pl.     | ami        | ami        | amba      |
| 2da     | sg.     | tu         | tu         | tuba      |
| 2da     | pl.     | me         | ame        | amemba    |

### Números
1. yok
2. du
3. tre
4. doš